# Esquí alpí als Jocs Olímpics d'hivern de 2018
Als Jocs Olímpics d'Hivern de 2018, que se celebraren a la ciutat de Pyeongchang (Corea del Sud), es disputaren onze proves d'esquí alpí, cinc en categoria masculina, cinc més en categoria femenina i una de mixta. Aquesta prova mixta va ser incorporada el juny de 2015 pel Comitè Olímpic Internacional. Les proves se celebraran entre el 12 i el 24 de febrer de 2018.

## Horari de competició
Aquest és el calendari de les proves.
 Tots els horaris són en (UTC+9).
| Data         | Hora                    | Prova                  |
| ------------ | ----------------------- | ---------------------- |
| 11 de febrer | 11:00-13:10             | Descens (homes)        |
| 12 de febrer | 10:15-12:15 13:45-15:25 | Eslàlom gegant (dones) |
| 13 de febrer | 11:30-13:00 15:00-16:10 | Combinada (homes)      |
| 14 de febrer | 10:15-11:30 13:45-14:55 | Eslàlom (dones)        |
| 15 de febrer | 11:00-13:10             | Super gegant (homes)   |
| 17 de febrer | 11:00-13:10             | Super gegant (dones)   |
| 18 de febrer | 10:15-12:15 13:45-15:25 | Eslàlom gegant (homes) |
| 21 de febrer | 11:00-13:10             | Descens (dones)        |
| 22 de febrer | 10:15-11:30 13:45-15:25 | Eslàlom (homes)        |
| 23 de febrer | 11:00-12:30 14:30-15:40 | Combinada (dones)      |
| 24 de febrer | 11:00-13:00             | Prova per equips       |

### Informació de les curses
| Data       | Cursa                  | Altura inicial     | Altura Final     | Desnivell dropvertical | Llargada de la cursa | Desnivell (%) |
| ---------- | ---------------------- | ------------------ | ---------------- | ---------------------- | -------------------- | ------------- |
| DG, 11 feb | Descens – homes        | 1,370 m (4,495 ft) | 545 m (1,788 ft) | 825 m (2,707 ft)       | 2.852 km (1.772 mi)  | 289,0%        |
| DX, 21 feb | Descens – dones        | 1,275 m (4,183 ft) | 545 m (1,788 ft) | 730 m (2,395 ft)       | 2.499 km (1.553 mi)  | 292,0%        |
| DJ, 15 feb | Super-G – homes        | 1,195 m (3,921 ft) | 545 m (1,788 ft) | 650 m (2,133 ft)       | 2.217 km (1.378 mi)  | 293,0%        |
| DS, 17 feb | Super-G – dones        | 1,110 m (3,642 ft) | 545 m (1,788 ft) | 565 m (1,854 ft)       | 1.982 km (1.232 mi)  | 285,0%        |
| DM, 13 feb | Super-G – (SC) – homes | 1,195 m (3,921 ft) | 545 m (1,788 ft) | 650 m (2,133 ft)       | 2.217 km (1.378 mi)  | 293,0%        |
| DV, 23 feb | Super-G – (SC) – dones | 1,110 m (3,642 ft) | 545 m (1,788 ft) | 565 m (1,854 ft)       | 1.982 km (1.232 mi)  | 285,0%        |
| DS, 18 feb | Eslàlom gegant – homes | 1,408 m (4,619 ft) | 968 m (3,176 ft) | 440 m (1,444 ft)       | 1.326 km (0.824 mi)  | 332,0%        |
| DL, 12 feb | Eslàlom gegant – dones | 1,368 m (4,488 ft) | 968 m (3,176 ft) | 400 m (1,312 ft)       | 1.250 km (0.777 mi)  | 320,0%        |
| DJ, 22 feb | Eslàlom – homes        | 1,172 m (3,845 ft) | 961 m (3,153 ft) | 211 m (692 ft)         | 0.575 km (0.357 mi)  | 367,0%        |
| DX, 14 feb | Eslàlom – dones        | 1,172 m (3,845 ft) | 968 m (3,176 ft) | 204 m (669 ft)         | 0.556 km (0.345 mi)  | 367,0%        |
| DM, 13 feb | Eslàlom – (SC) – homes | 765 m (2,510 ft)   | 545 m (1,788 ft) | 220 m (722 ft)         | 0.608 km (0.378 mi)  | 362,0%        |
| DV, 23 feb | Eslàlom – (SC) – dones | 745 m (2,444 ft)   | 545 m (1,788 ft) | 200 m (656 ft)         | 0.528 km (0.328 mi)  | 379,0%        |
| DS, 24 feb | Prova per equips       | 1,041 m (3,415 ft) | 961 m (3,153 ft) | 80 m (262 ft)          | 0.265 km (0.165 mi)  | 302,0%        |

- Estimates - dades del web oficial dels Jocs Olímpics[3][4]

## Participants
Un total de 322 atletes de 80 nacions prenen part en les proves d'esquí alpí (el nombre d'atletes surt entre parèntesis).
- Albània (2)
- Andorra (3)
- Argentina (2)
- Armènia (1)
- Austràlia (3)
- Àustria (22)
- Azerbaidjan (1)
- Belarús (2)
- Bèlgica (4)
- Bolívia (1)
- Bòsnia i Hercegovina (2)
- Brasil (1)
- Bulgària (3)
- Canadà (14)
- Xile (3)
- R.P. de la Xina (2)
- Colòmbia (1)
- Croàcia (10)
- Xipre (1)
- Txèquia (9)
- Dinamarca (2)
- Timor Oriental (1)
- Eritrea (1)
- Estònia (2)
- Finlàndia (2)
- França (22)
- Geòrgia (2)
- Alemanya (14)
- Regne Unit (4)
- Grècia (2)
- Hong Kong (1)
- Hongria (4)
- Islàndia (2)
- Iran (2)
- Irlanda (2)
- Israel (1)
- Itàlia (20)
- Japó (4)
- Kazakhstan (2)
- Kenya (1)
- Kosovo (1)
- Kirguizstan (1)
- Letònia (2)
- Líban (2)
- Liechtenstein (2)
- Lituània (2)
- Luxemburg (1)
- Macedònia del Nord (1)
- Madagascar (1)
- Malàisia (1)
- Malta (1)
- Mèxic (2)
- Moldàvia (1)
- Mònaco (2)
- Montenegro (2)
- Marroc (1)
- Nova Zelanda (3)
- Corea del Nord (3)
- Noruega (11)
- Atletes Olímpics de Rússia (5)
- Pakistan (1)
- Filipines (1)
- Polònia (3)
- Portugal (1)
- Puerto Rico (1)
- Romania (2)
- San Marino (1)
- Sèrbia (3)
- Eslovàquia (7)
- Eslovènia (11)
- Sud-àfrica (1)
- Corea del Sud (4)
- Espanya (2)
- Suècia (10)
- Suïssa (22)
- Tailàndia (2)
- Turquia (2)
- Ucraïna (2)
- Estats Units (22)
- Uzbekistan (1)

## Resum de medalles

### Categoria masculina
| Prova                  | Or                       | Or      | Plata                      | Plata   | Bronze                      | Bronze  |
| Descens detalls        | Aksel Lund Svindal (NOR) | 1:40.25 | Kjetil Jansrud (NOR)       | 1:40.37 | Beat Feuz (SUI)             | 1:40.43 |
| Super Gegant detalls   | Matthias Mayer (AUT)     | 1:24.44 | Beat Feuz (SUI)            | 1:24.57 | Kjetil Jansrud (NOR)        | 1:24.62 |
| Eslàlom gegant detalls | Marcel Hirscher (AUT)    | 2:18.04 | Henrik Kristoffersen (NOR) | 2:19.31 | Alexis Pinturault (FRA)     | 2:19.35 |
| Eslàlom detalls        | André Myhrer (SWE)       | 1:38.99 | Ramon Zenhäusern (SUI)     | 1:39.33 | Michael Matt (AUT)          | 1:39.66 |
| Combinada detalls      | Marcel Hirscher (AUT)    | 2:06.52 | Alexis Pinturault (FRA)    | 2:06.75 | Victor Muffat-Jeandet (FRA) | 2:07.54 |

### Categoria femenina
| Prova                  | Or                     | Or      | Plata                    | Plata   | Bronze                    | Bronze  |
| Descens detalls        | Sofia Goggia (ITA)     | 1:39.22 | Ragnhild Mowinckel (NOR) | 1:39.31 | Lindsey Vonn (USA)        | 1:39.69 |
| Super Gegant detalls   | Ester Ledecká (CZE)    | 1:21.11 | Anna Veith (AUT)         | 1:21.12 | Tina Weirather (LIE)      | 1:21.22 |
| Eslàlom gegant detalls | Mikaela Shiffrin (USA) | 2:20.02 | Ragnhild Mowinckel (NOR) | 2:20.41 | Federica Brignone (ITA)   | 2:20.48 |
| Eslàlom detalls        | Frida Hansdotter (SWE) | 1:38.63 | Wendy Holdener (SUI)     | 1:38.68 | Katharina Gallhuber (AUT) | 1:38.95 |
| Combinada detalls      | Michelle Gisin (SUI)   | 2:20.90 | Mikaela Shiffrin (USA)   | 2:21.87 | Wendy Holdener (SUI)      | 2:22.34 |

### Prova per equips
| Prova                 | Or                                                                                       | Plata | Bronze |
| Equips mixtos detalls | SuïssaLuca Aerni · Denise Feierabend · Wendy Holdener · Daniel Yule · Ramon Zenhäusern · | ÀustriaStephanie Brunner · Manuel Feller · Katharina Gallhuber · Katharina Liensberger · Michael Matt · Marco Schwarz | NoruegaSebastian Foss-Solevåg · Nina Haver-Løseth · Leif Kristian Nestvold-Haugen · Kristin Lysdahl · Jonathan Nordbotten · Maren Skjøld |

## Medaller
| Pos.  | País          | Or | Plata | Bronze | Total |
| 1     | Àustria       | 3  | 2     | 2      | 7     |
| 2     | Suïssa        | 2  | 3     | 2      | 7     |
| 3     | Suècia        | 2  | 0     | 0      | 2     |
| 4     | Noruega       | 1  | 4     | 2      | 7     |
| 5     | Estats Units  | 1  | 1     | 1      | 3     |
| 6     | Itàlia        | 1  | 0     | 1      | 2     |
| 7     | Txèquia       | 1  | 0     | 0      | 1     |
| 8     | França        | 0  | 1     | 2      | 3     |
| 9     | Liechtenstein | 0  | 0     | 1      | 1     |
| Total | Total         | 11 | 11    | 11     | 33    |

## Qualificació
Un màxim de 320 esquiadors podran participar en les proves d'esquí alpí, amb un màxim de 22 per comitè olímpic nacional i un màxim de 14 homes o 14 dones.